# Jules Pascin
Julius Mordecai Pincas (født 31. marts 1885 i Vidin i Bulgarien, død 5. juni 1930 i Paris) kendt som 'Pascin', 'Jules Pascin' og "Prinsen af Montparnasse", var en bulgarsk-fransk maler og illustrator.
1905 flyttede Pascin til Paris og begyndte at bidrage med tegninger til Simplicissimus, et litterært vittighedsblad udgivet i München, og han udstillede værker på "Salon d'Automne", Salon des Indépendants og Berliner Sezession. Skuffet over manglende opmærksomhed fra kritikerne indskrev han sig på Académie Colarossi i Paris for at uddybe sin uddannelse, og han brugte meget tid på at kopiere gamle mestre i Louvre. Flere af hans værker blev vist på Armory Show i 1913 i New York City.
For at undgå tjeneste i den bulgarske hær under 1. verdenskrig flyttede Pascin først til London og oktober 1914 til USA.
Senere kom også hans samlever og senere hustru, maleren Hermine David − som han havde mødt i 1907 − til USA, og begge forblev dér under hele krigen. De slog sig ned i sydstaterne, hvor Pascin fik amerikansk statsborgerskab og underviste i kunst i Savannah, Georgia, før de 1918 giftede sig i New York City.
1922 var parret tilbage i Paris hvor de lejede et studie i Montmartre og blev venner med kunstnere som Marc Chagall og Amedeo Modigliani. Hans modeller var lokale dansepiger og prostituerede, og Pascin blev hurtigt et ikon for det bohemesamfund, der gav ham øgenavnet 'Prinsen af Montparnasse'.
På tærsklen til sin første soloudstilling 1930 i Galerie Georges Petit i Paris begik en forpint Pascin selvmord. Han havde i mange år kæmpet med depression og alkoholisme.
Flere gallerier i Paris lukkede på dagen for hans begravelse, hvor mange fra det kunstneriske samfund – inklusive tjenere og bartendere fra restauranter og saloner, som Pascin havde besøgt – fulgte ligtoget til Cimetière du Montparnasse klædt i sort.
| - Hermine David portrætteret af Pascin − hustru en periode o. 1920 - Hermine David, 1907 Art Institute of Chicago - Hermine David i troperne, 1915 - Hermine med stor hat, 1917 Hermine au grand chapeau - David ml. 1914 og 1919 - David, 1919 - Udateret portræt |

| - Andre værker af Jules Pasci - Provokerende par i et venteværelse, 1907-08 Couple insolent dans une salle d'attente - Siddende model, tegning - Frokosten, 1923 Le Déjeuner - Mor og barn - Lucy Krohg, ca. 1925 - En kvinde og en stol - Mand med et glas vin - Pige med killing, ca. 1926 - Mimi Laurent 1927-28 |

## Hovedkilde
- Jules Pascin hos Pissarro.art